# Bearpark
Bearpark is een civil parish in het bestuurlijke gebied Durham, in het Engelse graafschap Durham met 2283 inwoners.